# Órmos Anoiktó
Órmos Anoiktó är en vik i Grekland.   Den ligger i regionen Östra Makedonien och Thrakien, i den nordöstra delen av landet, 400 km norr om huvudstaden Aten.